# هان تاي يونغ
هان تاي يونغ (من مواليد 4 سبتمبر 1979) هو مصارع يوناني روماني من كوريا الجنوبية.
شارك في دورة الألعاب الآسيوية 2006 في الدوحة بقطر.

## روابط خارجية
- هان تاي يونغ على موقع قاعدة بيانات المصارعة الدولية (الإنجليزية)
- هان تاي يونغ على موقع أوليمبيديا (الإنجليزية)